# Chartreuse de Paris

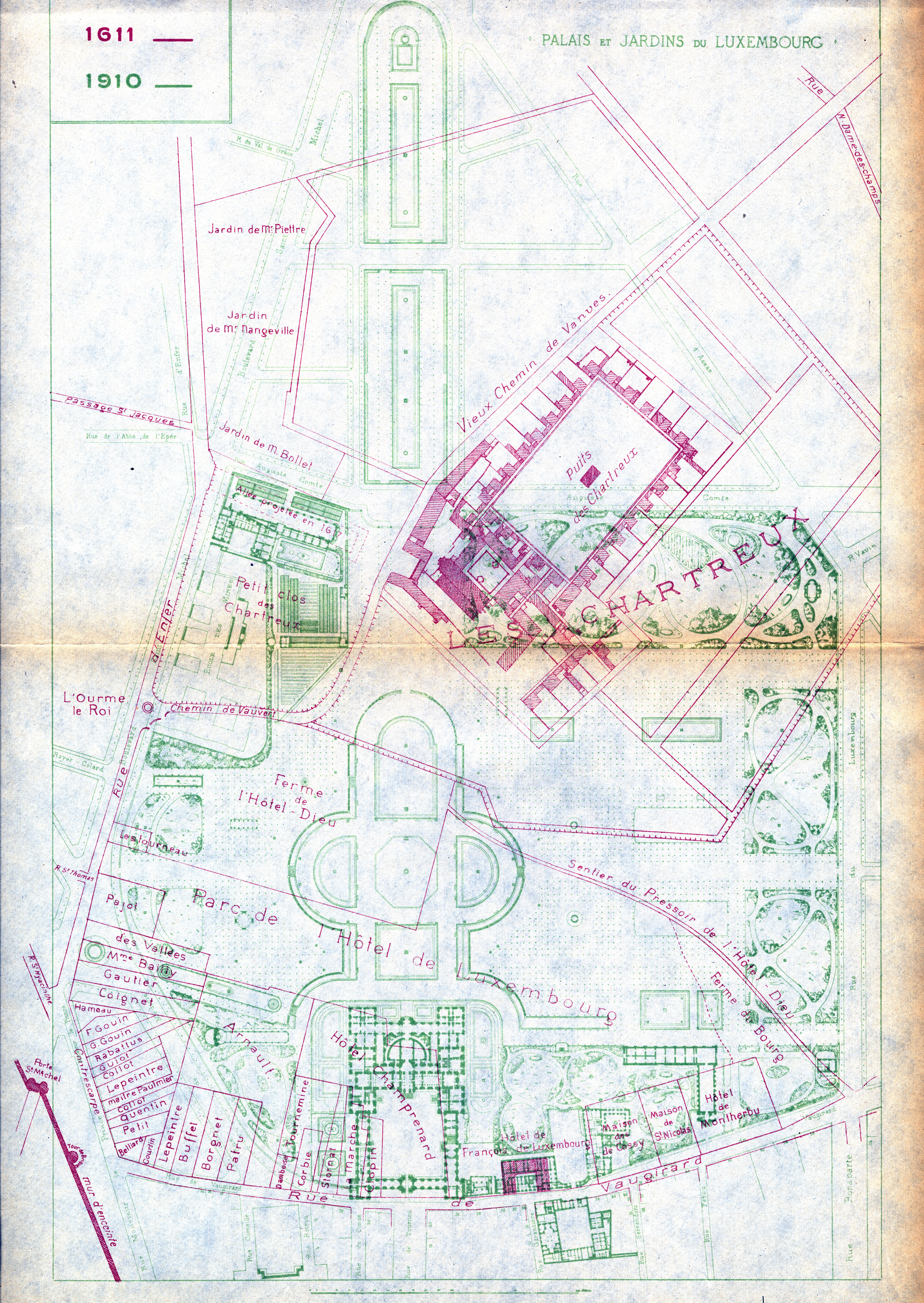
Situation de la Chartreuse de Paris en 1611 transposée sur un plan de 1910.

La chartreuse de Paris, dite chartreuse de Vauvert, est une chartreuse fondée en 1257 à Vauvert sous l'impulsion de Saint Louis, et démolie de 1796 à 1800.

## Situation
La nouvelle entrée du monastère des Chartreux de Paris, construite après 1617 par le maître-maçon Jean Autissier consécutivement à un agrandissement de l'enclos, était avant sa démolition située au no 46 de la rue d'Enfer (à l'emplacement de l'actuel no 64 du boulevard Saint-Michel). Une allée plantée d'arbres menait aux bâtiments conventuels qui se trouvaient en partie à l'emplacement de l'actuel jardin du Luxembourg, l'autre partie ayant fait place aux actuelles voies nommées rue Auguste-Comte et avenue de l'Observatoire (voir plan ci-contre).
L'enclos occupait à la veille de la Révolution française un vaste terrain délimité à l'ouest par la rue Notre-Dame-des-Champs, à l'est par la rue d'Enfer (actuelle rue Henri-Barbusse et partie du boulevard Saint-Michel) et empiétait, au nord, sur l'actuel jardin du Luxembourg.

« Le jardin des chartreux a le caractère du désert ; la terre des allées n’y est point remuée ; l’herbe y est épaisse ; les arbres n’y portent point l’empreinte de la faucille; ils sont humbles & courbés comme les religieux qui vous saluent sans vous regarder : c’est ici le noviciat de l’éternité ; on se croit à cent lieues de la nouvelle Babylone. Il n’est pas besoin d’un tombeau factice pour réveiller en cet endroit des idées religieuses ; on voit l’image d’un autre monde et d’un monde paisible, soit dans ce silence habituel, soit dans ces ombres blanches qui passent, soit enfin dans ce chant long & lugubre qui retentit au pied des autels ; […]. 
Louis-Sébastien Mercier, Tableau de Paris, »

## Historique

### Avant la Révolution
Au milieu du XIIIe siècle, le roi Louis IX (saint Louis), qui réside au palais de l'île de la Cité et y a fait édifier la Sainte-Chapelle, souhaite attirer des ordres religieux vers Paris dont l'évêque est alors suffragant de l'archevêque de Sens. Le roi demande aux Chartreux, dont il admire la règle, de venir fonder un monastère. Il fait don aux Chartreux du château de Vauvert, vaste domaine au sud de Paris. Le 21 novembre 1257, les Chartreux arrivent à Vauvert et entreprennent d'exorciser les lieux. L'abbaye et la fortune des moines, en terres et immeubles, ne cessent de s'agrandir jusqu'au XVIIe siècle, allant même jusqu'à recevoir de Louis XIII en 1618, en compensation de l'amputation d'une partie de leur terrain pour l'aménagement du parc du Luxembourg, la permission d'annexer la partie de l'antique voie menant à Vanves et à Chevreuse qui séparait leur « petit clos » d'avec le grand. La communauté ne dépasse pourtant jamais le nombre de 32 religieux.
À la veille de la Révolution, les bâtiments conventuels de la chartreuse sont entourés d'un enclos composé de vastes espaces libres, de potagers, bois, taillis et d'une célèbre pépinière, couvrant au total une surface de 26 hectares. Cet enclos constitue alors, avec celui de Saint-Lazare (plus de 52 hectares), le plus grand domaine ecclésiastique de Paris.[réf. souhaitée]
Les Chartreux possèdent également des terrains à Bagneux.
Conformément à la règle de saint Bruno, appelée Consuetudines Cartusiae, les religieux-ermites occupent de petites maisons — chacune ayant son jardinet —, disposées autour d’un grand cloître. Au XVIIIe siècle, la chartreuse de Paris, dont le jardin du Luxembourg garde la mémoire horticole, offre l’exceptionnelle ressource d’un verger, aux fruits variés et réputés grâce à l’inventivité des moines.
Le petit cloître du couvent comportait une suite de vingt-deux tableaux représentant La Vie de saint Bruno, exécutés de 1645 à 1648 par Le Sueur (maintenant au musée du Louvre). Le peintre résidait alors à Aubevoye, dans une autre chartreuse fort réputée, la chartreuse Notre-Dame-de-Bonne-Espérance, dans le département actuel de l'Eure.[réf. souhaitée]

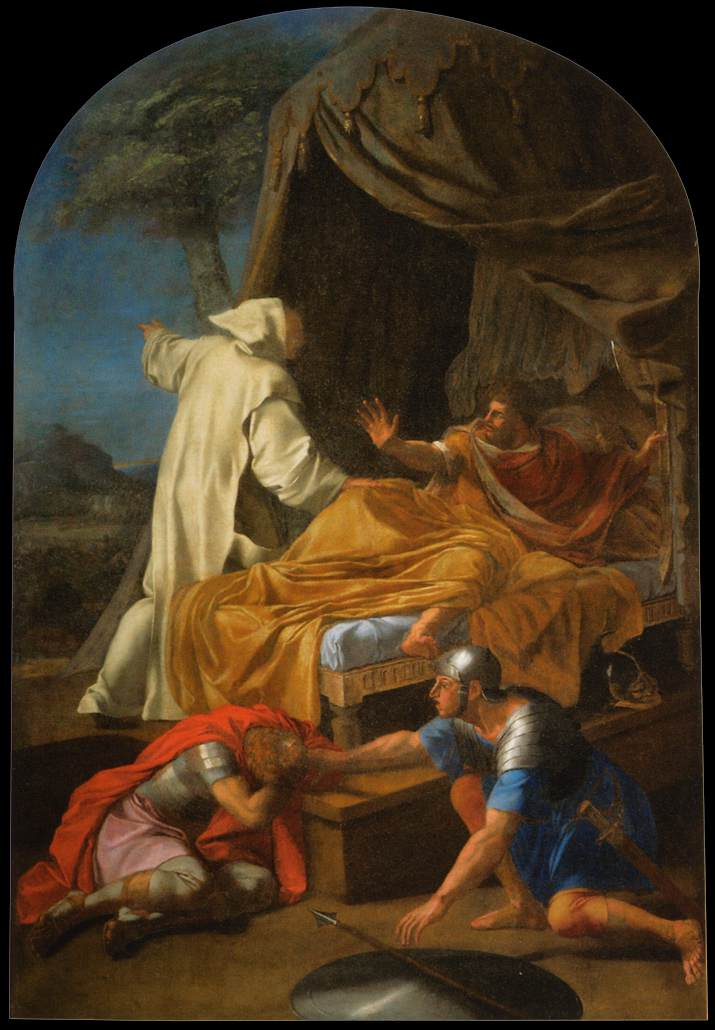
Saint Bruno apparaissant au comte. Roger.
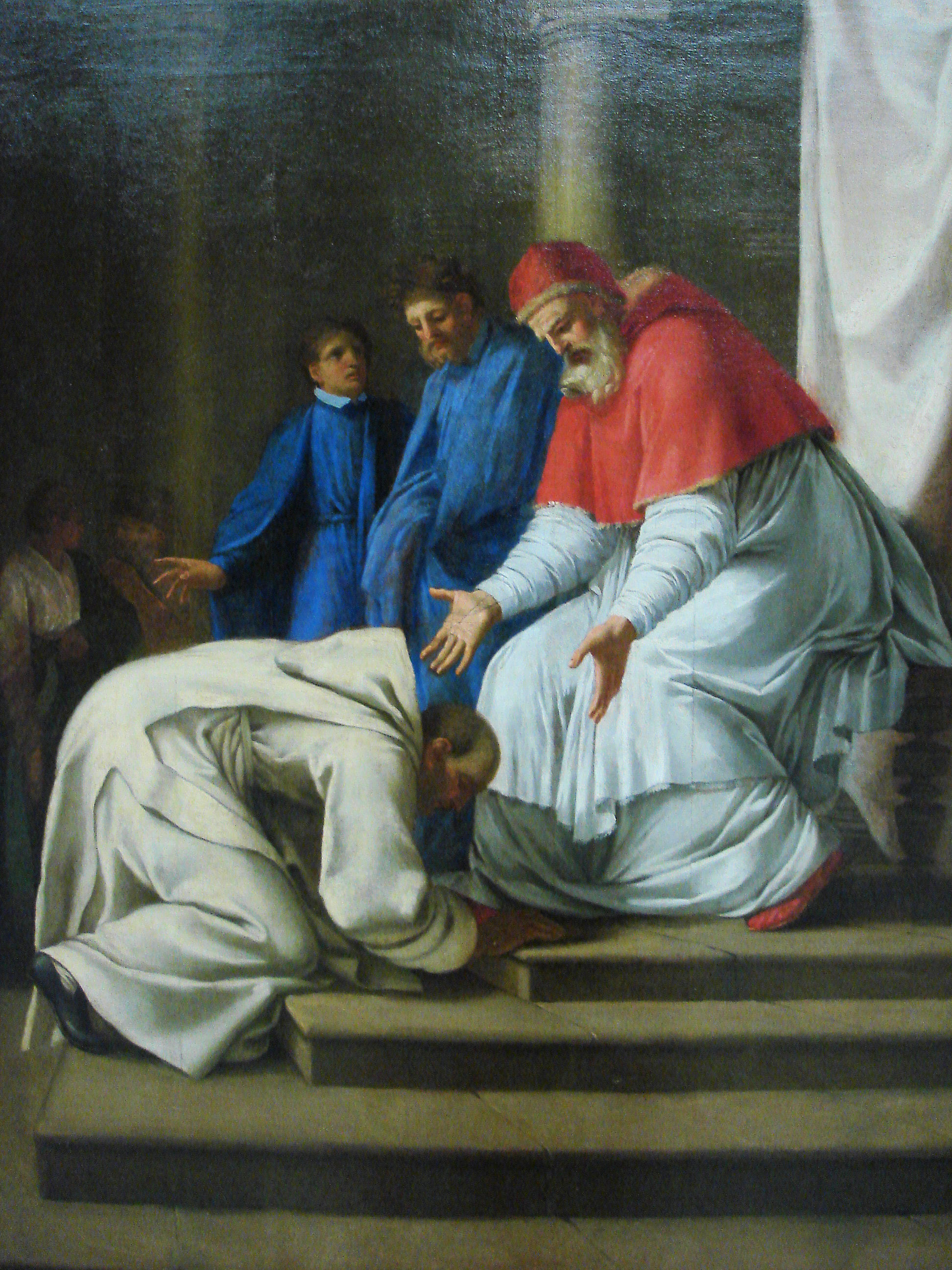
Saint Bruno aux pieds du pape Urbain II.
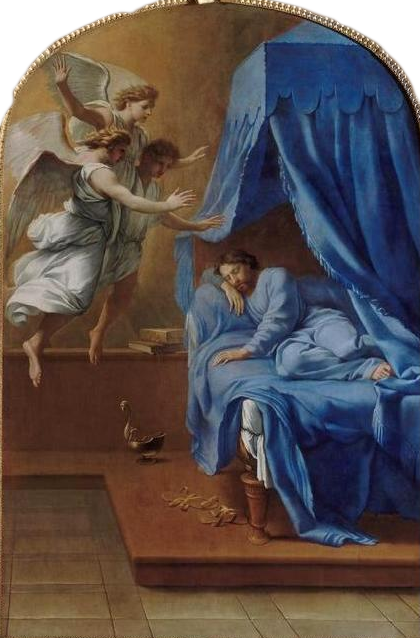
Songe de saint Bruno.
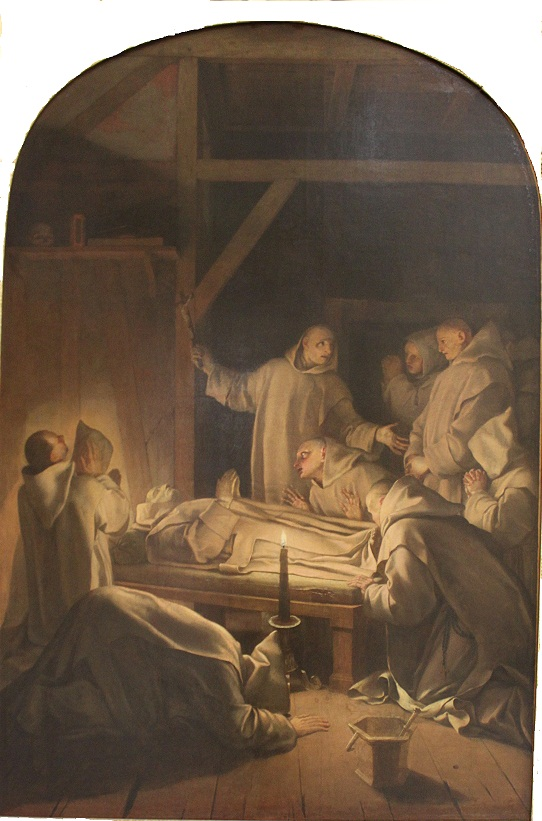
Mort de saint Bruno.

Le 2 août 1581, une sentence du Châtelet est rendue à la requête des religieux du couvent des Chartreux contre Edme Breton, leur débiteur
La copie d'un arrêt du Conseil d’État portant évocation  au Conseil de l’appel comme d’abus interjeté  par  quinze  religieux  de  la  Chartreuse de  Paris  contre  une  ordonnance rendue dans le dernier  chapitre  de  leur  ordre  à  la  Grande Chartreuse   et   mettant   au   néant   l’arrêt   du Parlement  en  date  du 12 mai les recevant en appel, 13 mai 1723 est conservé dans les archives de Paris

### La destruction du couvent des Chartreux
Fermée et vendue en 1790, la chartreuse devint une usine d'armement, puis fut démolie de 1796 à 1800. Une loi du 27 germinal an VI (16 avril 1798) prévoit le percement de plusieurs voies à l'emplacement de l'enclos des Chartreux : avenue de l'Observatoire, rue de l'Ouest (actuelle rue d'Assas) et rue de l'Est (incorporée en 1859 au boulevard Saint-Michel),.
En 1866 est déclarée d'utilité publique l'ouverture des actuelles rues Auguste-Comte, Michelet et des Chartreux.

## Galerie

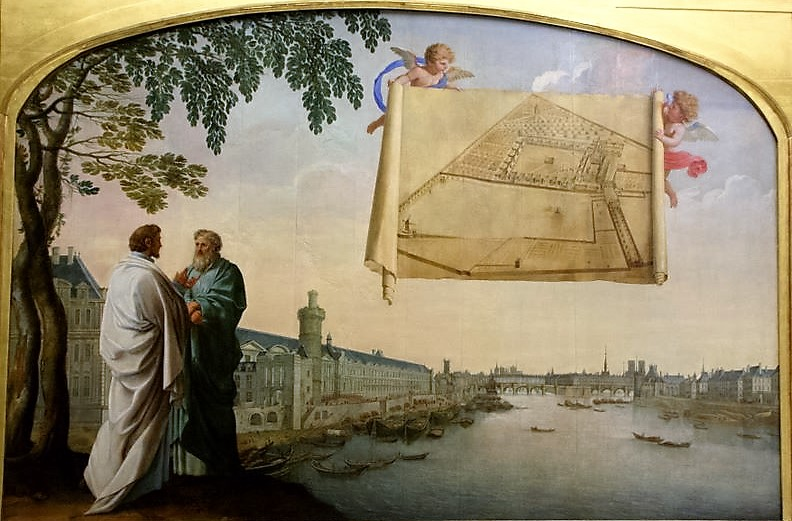
Eustache Le Sueur : Vue de Paris, avec le plan de la chartreuse de Paris porté par deux angelots.
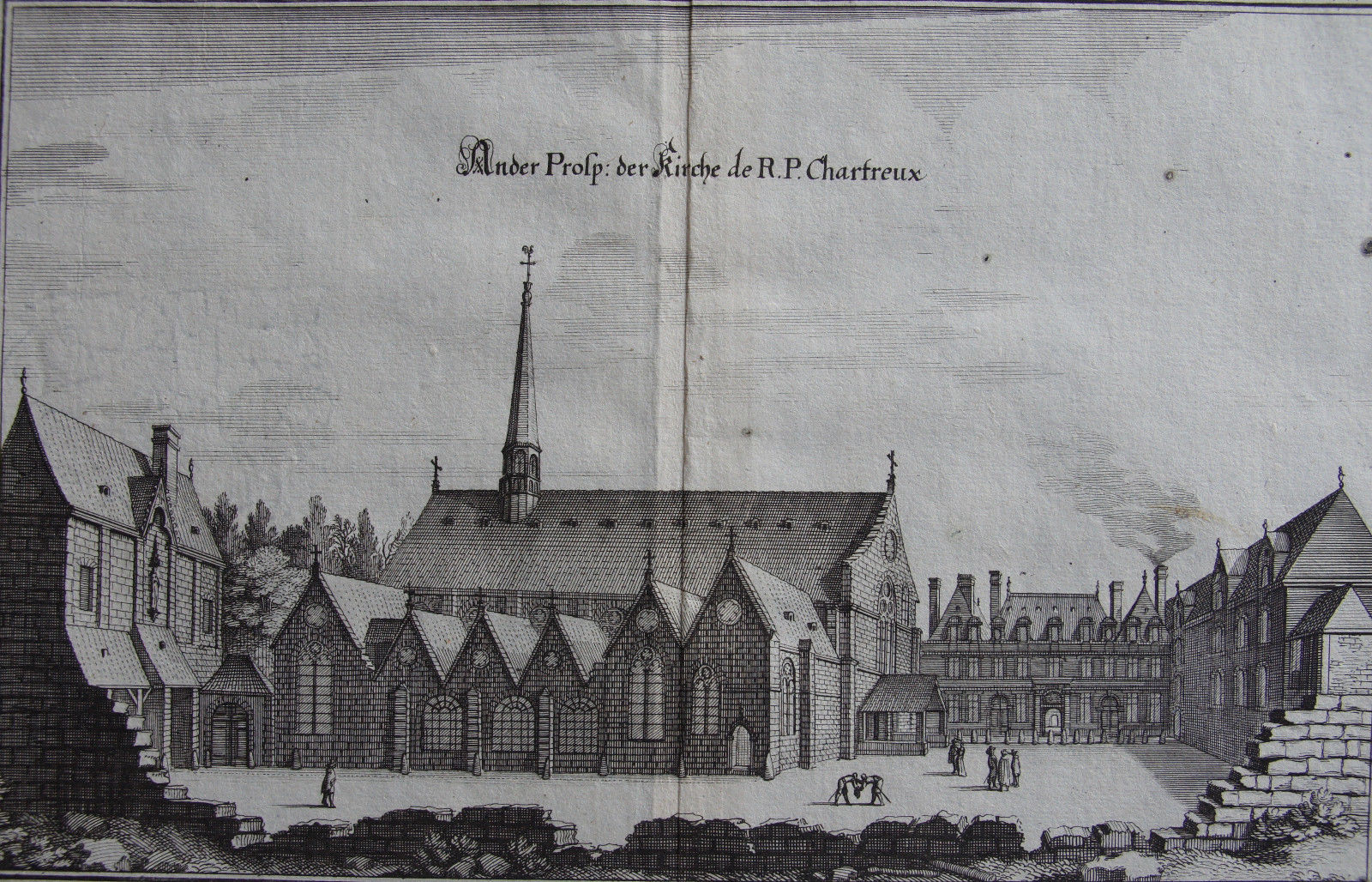
La chartreuse de Paris en 1655.
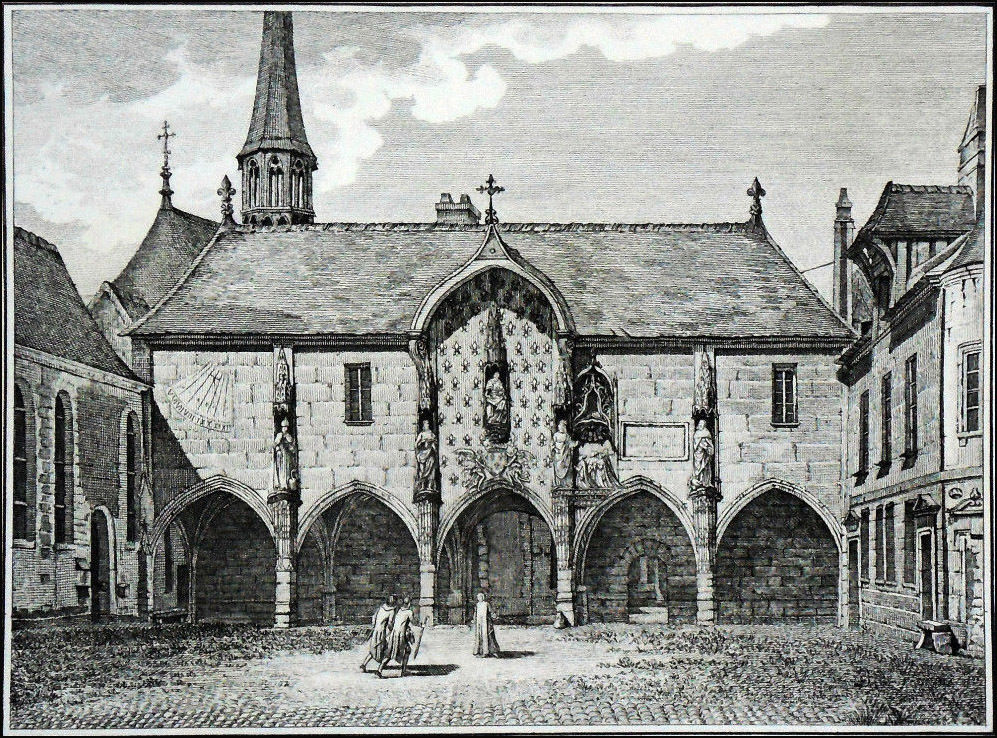
Portail Saint-Louis de la chartreuse de Paris au XVIIe siècle.